# Centrale électrique de Dhekelia
La centrale électrique de Dhekelia, en anglais Dhekelia Power Station, est une centrale thermique au fioul destinée à la production d'électricité et située en République de Chypre.

## Géographie
La centrale électrique se trouve dans l'Est du pays, non loin de la ville de Larnaca. Sa particularité est de créer deux enclaves dans la base militaire britannique de Dhekelia. L'une est la centrale électrique en elle-même située en bord de mer sur un petit promontoire avec les installations portuaires et de stockage du fioul, l'autre est un petit hameau de quelques dizaines d'habitations ; les deux enclaves sont séparées par une route secondaire qui longe le littoral.
La centrale, bien que située sur la côte, est également enclavée par la voie maritime, les eaux territoriales étant dans ce secteur sous contrôle britannique.

## Caractéristiques
La centrale électrique est de type thermique, son combustible étant le fioul. Sa capacité est de 460 MW.

## Histoire
La première centrale est construite dans les années 1950. Elle comprend alors sept turbines totalisant une capacité de 84 MW.
Sous-dimensionnée et devenant vite obsolète, une nouvelle centrale, l'actuelle, est construite progressivement à côté de l'ancienne. Elle est équipée de six turbines à vapeur de 60 MW chacune et de six turbines diesel d'environ 17 MW chacune. Ces nouvelles installations commencent progressivement la production électrique en 1982. D'autres travaux sont réalisés en 1992 et 1993 avec l'installation de deux turbogénérateurs.
L'ancienne centrale subsistant à côté de la nouvelle est totalement démolie au début des années 2000.
La centrale est gérée par l'Electricity Authority of Cyprus.

## Référence
- (en) Cet article est partiellement ou en totalité issu de l’article de Wikipédia en anglais intitulé « Dhekelia Power Station » (voir la liste des auteurs).